# شريان موصل
شريان موصل (بالإنجليزية: elastic artery)‏ أو شريان مرن  هو نوع من الشرايين يحوي عددا كبيرا من فتيلات كولاجين وإيلاستين في غلالته الوسطانية، تعطيه القدرة على الاستطالة والاستجابة لكل نبضة. تلك الخاصية المرنة تتسبب في تأثير ويندكسل الذي يساعد على بقاء ضغط الدم متساويا في الشرايين على الرغم من أن تدفق الدم في الشرايين يتم بطريقة نبضية.

الشرايين الموصلة تتمثل في أكبر شرايين الجسم المتصلة بالقلب. وهي تؤدي إلى أوعية دموية تعرف بالشرايين العضلية. 

توضيح تأثير ويندكسل.

تشكل الجذع الرئوي والأبهر وفروعه مجموعة الشرايين الموصلة.
وتستمد جدران الشرايين الموصلة الدم وغذاءها من شعيرات صغيرة "أوعية العروق"، بعكس الأوعية الدموية الصغيرة التي تستمد مؤونتها عن طريق ظاهرة الانتشار.

## وصلات خارجية
- صور نسيجية: 05402loa — نظام تعلم علم الأنسجة في جامعة بوسطن
- Histology at usc.edu